# Станислав из Скальбмежа
Станислав из Скальбмежа (пол. Stanisław ze Skarbimierza; около 1365, Скальбмеж — 9 января 1431, Краков) — польский педагог, первый ректор Краковского университета (в 1400 и 1413), юрист, церковный деятель, проповедник, каноник Вавельского собора.
Считается одним из основателей польской школы международного права.

## Биография
Сын мещанина. Образование получил в Пражском университете на факультетах искусства и права (1380—1396). Получил там же докторскую степень.
Вернувшись на родину поселился в Кракове. Служил королевским исповедником, проповедником кафедрального Вавельского собора, генеральным викарием краковского епископа (с 1419).
Преподавал в Краковской академии. Среди его учителей был Ян Иснер. Дважды избирался ректором Краковского университета (в 1400 и 1413).
Учитывая его глубокие познания в юриспруденции и праве, был назначен архидиаконом Гнезненским представлять Польшу в Риме на процессе против Тевтонского ордена.
Автор около 500 сочинений, в основном, проповедей.
Умер во время мессы в Вавельском соборе, где и был похоронен.

## Труды
- Recommendatio Universitatis De Novo fundatae (речь на открытии Краковского университета в 1400 г.)
- Kazanie o wojnie sprawiedliwej i niesprawiedliwej (лат. Sermo de bello iusto et iniusto, с пол. — «Проповедь о войне справедливой и несправедливой» по поводу Грюнвальдской битвы)
- De Bellis iustis (о конфликте с тевтонскими рыцарями)
- Sermo ad regem et proceres eius de obitu Hedwigis reginae et vita eius (Речь на похоронах королевы Ядвиги)
- Sermones super «Gloria in excelsis» (ряд проповедей)